# Harcászat
A harcászat, más néven katonai taktika a hadművészet alkotórésze, egyben minden fegyveres konfliktus alapelemének, a közvetlen harcnak az elmélete és gyakorlata. Carl von Clausewitz szerint a harcászat a katonai erő megszervezésének, a fegyverek használatának a tudománya és művészete, ami lehetővé teszi az ellenség legyőzését. A harcászat a hadműveleti vezetés hadászati célkitűzéseit valósítja meg.
A harcászat elmélete a szárazföldön, a levegőben és a tengeren folytatott konkrét fegyveres küzdelem objektív törvényszerűségeit tanulmányozza, és kidolgozza a gyakorlati harc módszereit. A harcászat gyakorlata minden haderőnem és fegyvernem esetében más és más.
Történelmileg a fegyveres harcok, háborúk eredetileg túlnyomórészt harcászati elemekből álltak össze. A gyakorlati harcban, valamint a nagyobb hadgyakorlatokon szerzett tapasztalatok, az ezekből levont következtetések alapján már évszázadok óta katonai taktikai kézikönyveket, harcászati szabályzatokat állítanak össze, és ezeket, különösen a haditechnika fejlődésének függvényében, gyakran megújítják.
Az i. e. 4–3. században keletkezett A háború művészete nemcsak a kínai, hanem az egész világ hadtudományos irodalmának egyik legrégebbi és legnagyobb hatású alkotása. A mű logikusan szerkesztett fejezeteiben a szerző a hadviselés olyan alapvető kérdésköreit tárgyalja, mint a diplomácia a különböző államok között, a hadviselés gazdasági feltételei, konkrét taktikai és hadműveleti problémák, terepviszonyok és a hírszerzés. A hagyomány a mű szerzőjének a legendás hadvezért, Szun-cé (Sunzi)t,  (孫武); kb. i. e. 544 – i. e. 496) tartja.